# Kisanthobia ariasi
Kisanthobia ariasi es la única especie de escarabajo del género Kisanthobia, familia Buprestidae. Fue descrita por Marseul en 1865.
Se distribuye por Francia, Hungría, Turquía y Rumania.